# ابن خطیب تبریزی
یحیی بن علی تبریزی با کُنیهٔ ابوزکریا، شهرت‌یافته به ابن خطیب تبریزی (۱۰۳۰ - ۲۳ دسامبر ۱۱۰۵) (نسب: یحیی بن علی بن محمد بن حسن شیبانی) زبان‌شناس و شاعر عربی برجستهٔ ایرانی در سده سدهٔ پنجم هجری بود که برای اثرش دیوان حماسه شناخته می‌شود.

## زندگی
ابن خطیب تبریزی در تبریز به سال ۱۰۳۰/ ۴۲۱ق زاده شد و همان‌جا و در بغداد پرورش یافت. نزد ابوطیب طبری، ابوالقاسم تنوخی و خطیب بغدادی علم حدیث فراگرفت. در صور نزد ابوالفتح سلیم بن ایوب ساوی رازی (درگذشتهٔ ۴۴۷) فقه آموخت. او زبان و ادبیات عربی را نیز آموخت: تهذیب اللغة از ابومنصور ازهری را در شهر مَعَرَّة النُّعْمَان از ابوالعلاء معری فراگرفت. نزد استادان دیگر مانند «عبیدالله بن علی رقی» و «عبدالواحد بن علی بن برهان» و عبدالقاهر جرجانی.
ابن خطیب در جوانی به قاهره رفت، سپس به بغداد بازگشت. در آنجا تدریس ادبیات در نظامیه بغداد را برعهده گرفت. همچنین رئیس کتابخانهٔ نظامیه (خزانة الکتب) شد. ابن خطیب در ۲۳ دسامبر ۱۱۰۵/ ۱۸ جمادی‌الاول ۵۰۲ق در بغداد درگذشت.